# William N. Panzer
William Norton „Bill“ Panzer (* 6. September 1942 in New York City; † 18. März 2007 in Sun Valley, Idaho) war ein US-amerikanischer Fernseh- und Filmproduzent.

## Leben
Panzer studierte an der Princeton University und die New Yorker Tisch School of the Arts.
Bekannt wurde William Panzer vor allem durch die von ihm produzierten Highlander-Filme, und deren Ableger wie die gleichnamige Fernsehserie Highlander oder die Highlander-Zeichentrickserie. Zu Highlander II – Die Rückkehr (1991) und Highlander III – Die Legende (1994), sowie Highlander: Endgame (2000), hat er auch die Storys geschrieben. Ein weiterer bekannter Film, für den Panzer als Produzent verantwortlich zeichnete, ist Das Osterman Weekend, 1983 (Regie: Sam Peckinpah). Panzer war auch einer der Produzenten des Thrillers Das blonde Biest – Wenn Mutterliebe blind macht (2000).
Viele seiner Filme produzierte er gemeinsam mit Peter S. Davis, mit dem er Davis-Panzer Productions gegründet hatte.
1996 wurde er für Highlander als beste dramatische Fernsehserie zusammen mit anderen beim Gemini Award nominiert.
Panzer verstarb am 17. März 2007 im Alter von 64 Jahren an den Folgen eines Sturzes beim Schlittschuhlaufen. Er hinterließ seine Frau Priscilla. Panzers letzter Film war Highlander – Die Quelle der Unsterblichkeit.

## Filmografie (Auswahl)
Producer
- 1976: Blutiger Zahltag (The Death Collector)
- 1977: Stunts – Das Geschäft mit dem eigenen Leben (Stunts)
- 1979: Sechs Männer aus Stahl (Steel)
- 1981: Mount St. Helens – Der Killervulkan (St. Helens)
- 1982: Spuk im Ehebett (O'Hara's Wife)
- 1983: Das Osterman Weekend (The Osterman Weekend)
- 1986: Highlander – Es kann nur einen geben (Highlander)
- 1988: Freeway – Der wahnsinnige Highway Killer (Freeway)
- 1989: Hexenkessel Miami (Cat Chaser)
- 1990: König der Winde (King of the Wind)
- 1991: Highlander II – Die Rückkehr (Highlander II – The Quickening)
- 1994: Highlander: The Adventure Begins
- 1998: Highlander Official Convention 1998 (Dokumentarfilm)
- 2000: Highlander: Endgame
- 2007: Highlander – Die Macht der Vergeltung (Highlander: The Search for Vengeance, Animationsfilm)
- 2007: Highlander – Die Quelle der Unsterblichkeit (Highlander – The Source)

Executive Producer
- 1992–1998 Highlander (Fernsehserie)
- 1998: Raven – Die Unsterbliche (Highlander: The Raven, Fernsehserie)
- 2000: Das blonde Biest – Wenn Mutterliebe blind macht (Poison, Fernsehfilm)